# Aradus depressus
Aradus depressus, auch Gescheckte Rindenwanze genannt, ist eine Wanzenart aus der Familie der Rindenwanzen (Aradidae).

## Merkmale
Die Wanzen werden 5,0 bis 6,4 Millimeter lang. Man kann die Art anhand ihrer blass gefärbten Schultern am Pronotum und dem zweiten und dritten Fühlerglied die etwa gleich lang sind, erkennen. Die Weibchen sind immer makropter (voll geflügelt).

## Vorkommen und Lebensraum
Die Art ist in ganz Europa, östlich bis Sibirien verbreitet. Im Südosten reicht das Verbreitungsgebiet bis in den Kaukasus. Die Art ist Mitteleuropas häufigste Art der Gattung Aradus und ist überall zu finden. Sie steigt in den Alpen bis etwa 1600 Meter, in den Mittelgebirgen bis etwa 1000 Meter Seehöhe.

## Lebensweise
Die Tiere leben an Laubhölzern mit Befall von Pilzen, wie z. B. Trameten (Trametes) und Oxyporus. Sowohl Nymphen, als auch Imagines bevorzugen Birken (Betula), man findet sie aber auch an Ahornen (Acer), Eichen (Quercus), Ulmen (Ulmus), Weiden (Salix), Pappeln (Populus), Buchen (Fagus), Erlen (Alnus) und Äpfeln (Malus). In der Literatur finden sich auch Angaben, dass sie ausnahmsweise auch an Kiefern (Pinus) leben. Die Weibchen sind sehr flugfreudig und fliegen von Mitte April bis Ende Mai auch häufig weit weg von potentiellen Lebensräumen.

## Entwicklung
Die Entwicklung der Tiere erfolgt nicht saisonal, sodass das ganze Jahr über alle Entwicklungsstadien angetroffen werden können. Die Paarung erfolgt von Mai bis Juni, die Eiablage über einen langen Zeitraum im Sommer.

## Belege